# Milton Gómez
Milton Gómez Mamani (Challapata, Bolivia; 26 de septiembre de 1948 - La Paz, Bolivia; 3 de diciembre de 2022) fue un dirigente sindical minero, y político boliviano. Fue el Ministro de Trabajo, Empleo y Previsión Social de Bolivia desde el 23 de enero de 2019 hasta el 10 de noviembre de 2019 durante el tercer gobierno del presidente Evo Morales Ayma.
Cabe mencionar, que Milton Gómez fue también ministro de Minería y Metalurgia de Bolivia pero solo por breve tiempo de 5 días,  desde el 23 de enero de 2010 hasta el 28 de enero de 2010, durante el segundo gobierno del segundo presidente Evo Morales Ayma, ya que Gómez fue destituido de su cargo ministerial debido a denuncias penales en su contra.

## Biografía
Milton Gómez nació un 26 de septiembre de 1948 en la ciudad de Challapata, ubicado en la provincia de Abaroa en el departamento de Oruro. Sus padres fueron Benito Gómez Cabrera, un policía con el grado de sargento y su madre fue Ernestina Mamani Yujra quien se dedicaba a ser palliri. Debido al trabajo de su padre, su familia se trasladó a vivir a la ciudad de Villazón donde Milton Gómez crecería su infancia en esta ciudad boliviana fronteriza con Argentina. Comenzó sus estudios escolares el año 1956 en la escuelita Cornelio Saavedra en Villazón. Durante su adolescencia, Milton Gómez se trasladó a estudiar a la ciudad de San Pedro de Jujuy en Argentina donde salió bachiller el año 1965.
En 1968, retornó a Bolivia para realizar su servicio militar en el Regimiento Colorados de Bolivia. Ingresó a trabajar en la Empresa Minera de Avicaya donde comenzó inicialmente como limpiador de campamento minero, luego como peón de mina y finalmente como perforista. Posteriormente, ingresó a a la vida sindical minera el año 1973. Durante su etapa como dirigente sindical minero, Milton Gómez se enfrentó al primer gobierno de Hugo Banzer Suárez, haciendo explotar las rieles del tren con explosivos, con el objetivo de que las tropas del Ejército de Bolivia no puedan ingresar a los campamentos mineros.
En 1980, Milton Gómez fue candidato a la Federación de Mineros. En 1982 formó parte de Federación Sindical de Trabajadores Mineros de Bolivia (FSTMB) y a la vez ingresó a formar parte del Partido Comunista de Bolivia (PCB). Esto conllevó a que el cuarto Gobierno de Víctor Paz Estenssoro lo persiguiera políticamente y lo encerrara en la cárcel de Oruro en 1986.

#### Ministro de Minería y Metalurgia de Bolivia (2010)
El 23 de enero de 2010, el Presidente de Bolivia posesionó al dirigente sindical minero Milton Gómez como el nuevo ministro de minería y metalurgia de Bolivia, en reemplazo de Luis Alberto Echazú. Pero Gómez fue destituido de su cargo solo cinco días después, el 28 de enero de ese mismo año, debido a una denuncia penal en su contra por el supuesto delito de daño económico al estado cuando era presidente de la Caja Nacional de Salud (CNS). En su lugar, Gómez fue reemplazado por el dirigente minero potosino José Pimentel. Años después, la justicia boliviana determinó que Miltón Gomez no había cometido ningún delito y fue absuelto de toda culpa. 

#### Ministro de Trabajo, Empleo y Previsión Social (2019)
El 23 de enero de 2019, el Presidente de Bolivia Evo Morales posesionó a Milton Gómez como nuevo ministro de Trabajo, Empleo y Previsión Social de Bolivia en reemplazo de Hector Hinojosa. A su vez, la Central Obrera Boliviana (COB) destacó la designación del ex dirigente minero Milton Gomez como nuevo ministro.
Milton Gómez Mamani falleció a los 74 años el 3 de diciembre de 2022 en la ciudad de La Paz.
| Predecesor: Luis Alberto Echazú | Ministro de Minería y Metalurgia de Bolivia 23 de enero de 2010 - 28 de enero de 2010                   | Sucesor: Jose Pimentel Castillo |
| Predecesor: Héctor Hinojosa     | Ministro de Trabajo, Empleo y Previsión Social de Bolivia 23 de enero de 2019 - 10 de noviembre de 2019 | Sucesor: Óscar Bruno Mercado    |